# Allium eurotophilum
Allium eurotophilum — вид трав'янистих рослин родини амарилісові (Amaryllidaceae), ендемік штату Нижня Каліфорнія, Мексика.

## Поширення
Ендемік штату Нижня Каліфорнія, Мексика.